# Yhdystie
Les routes de liaison (finnois : yhdystie, suédois : förbindelseväg) sont des routes transversales du réseau routier finlandais qui ne sont ni nationales, ni régionales ni principales. 
Ces routes desservent le trafic local.

## Présentation

Signe de la route de liaison 3622.

Les routes de liaison sont entretenues par l'État. Elles ont une numérotation officielle dans la plage 1000-19999. 
Cependant, toutes les routes de communication ne sont pas pourvues de panneaux.
Sur les panneaux de signalisation routière, les routes à quatre chiffres ont un numéro blanc sur fond bleu. Les numéros à cinq chiffres ne sont pas indiqués sur les panneaux de signalisation.

## Numérotation des routes de liaison
|    | Régions               | Numéros à 4 chiffres | Numéros à 5 chiffres |
| -- | --------------------- | -------------------- | -------------------- |
| 01 | Uusimaa               | 1000–1799            | 11000–11999          |
| 02 | Turku                 | 1800–2699            | 12000–13499          |
| 04 | Häme                  | 2700–3499            | 13500–14499          |
| 03 | Finlande du Sud-ouest | 3500–4099            | 14500–15499          |
| 08 | Savonie-Carélie       | 4100–5999            | 15500–16499          |
| 09 | Finlande centrale     | 6000–6599            | 16500–16999          |
| 10 | Vaasa                 | 6600–7599            | 17000–18199          |
| 12 | Oulu                  | 7600–9199            | 18200–19499          |
| 14 | Laponie               | 9200–9999            | 19500–19999          |